# Beta Comae Berenices
Beta Comae Berenices (β Com) – najjaśniejsza gwiazda w gwiazdozbiorze Warkocza Bereniki. Mimo że w oznaczeniu Bayera grecka litera Beta (β) zwykle oznacza drugą co do jasności gwiazdę w gwiazdozbiorze, w tym przypadku ta gwiazda jest nieznacznie jaśniejsza od Alfa Comae Berenices.

## Charakterystyka

Położenie w gwiazdozbiorze

Beta Comae Berenices jest żółtym karłem, gwiazdą ciągu głównego o typie widmowym G0 lub F9,5. Jest to gwiazda podobna do Słońca, jednakże jest nieco większa i ma nieco większą jasność od niego. Na powierzchni tej gwiazdy występuje cykl aktywności trwający 16,6 lat (podobny do 11-letniego cyklu Słońca). Możliwe jest także istnienie wtórnego cyklu aktywności, trwającego 9,6 roku. Przez pewien czas sądzono, że nie jest to gwiazda pojedyncza, lecz gwiazda spektroskopowo podwójna, jednakże po dokładniejszych badaniach odrzucono tę teorię. Do tej pory nie odkryto żadnej planety pozasłonecznej okrążającej tę gwiazdę; nie ma także dowodów na istnienie dysku pyłowego wokół niej.